# Violenza domestica in Argentina
La violenza domestica in Argentina, secondo diverse ONG argentine, è una questione grave. Sin dagli anni '90 il Governo argentino ha adottato varie misure per contrastare il fenomeno. Tuttavia, tali politiche sono state giudicate deboli principalmente perché si focalizzavano sugli aspetti civili più che criminali di questa forma di violenza e perché spingevano verso la conciliazione tra vittima e soggetto maltrattante. Inoltre l'implementazione di queste norme è stata resa ancora più difficile dal sistema amministrativo del paese: essendo l'Argentina uno stato federale decentralizzato con 23 province, ci sono discrepanze significative tra le politiche adottate nelle diverse province, con livelli disomogenei di protezione per le donne nelle varie parti del paese.

## La legislazione
La Ley Nacional 24.417 del 1994 è stata la prima legge varata sulla violenza domestica che viene definita come "lesioni o maltrattamenti fisici o psichici" da parte di familiari. Nel 2009, è stata varata una legge molto più ampia, Ley de protección integral para prevenir, sancionar y erradicar la violencia contra las mujeres en los ámbitos en que desarrollen sus relacion es interpersonales [Ley26.485] (Legge di protezione integrale per prevenire, sanzionare e sradicare la violenza contro le donne nelle loro relazioni interpersonali [Legge 26.485]). Questa nuova legge definisce molte forme di abusi domestici che non erano contemplati nella legislazione precedente.

## Sostegno pubblico
Istituzioni pubbliche e private offrono programmi di prevenzione e forniscono supporto ed aiuto alle donne maltrattate. In generale, le denunce per violenza domestica vengono discusse nei tribunali civili, che possono decidere misure protettive come il divieto di avvicinamento alla casa o al luogo di lavoro della vittima. Nel 2012, il Congresso ha votato una legge contro il femminicidio che prevede pene più severe per chi uccide la propria moglie, partner o i figli in seguito a violenze di genere.